# 巴拉戈达
巴拉戈达（Balagoda (Bolani)），是印度奥里萨邦Kendujhar县的一个城镇。总人口11830（2001年）。

## 人口
该地2001年总人口11830人，其中男性6307人，女性5523人；0—6岁人口1655人，其中男841人，女814人；识字率63.02%，其中男性为72.44%，女性为52.25%。